# Karp (sous-marin)
Pour les articles homonymes, voir Karp.
Le Karp est un sous-marin russe, le navire de tête d’une série de trois sous-marins, la Classe Karp, construits entre 1904 et 1906 en Allemagne dans le cadre du projet « E ».

## Historique
Le premier sous-marin du type « E » a été mis en chantier en mai-juin 1904 au chantier naval Deutsche Werft AG à Kiel, en Allemagne, sous le numéro de chantier 109, Le navire a été lancé en juin 1905. En août, il a subi les premiers essais de ses moteurs électriques. Les moteurs à essence n’avaient pas encore été installés à ce moment-là. Le 1er août 1907, après des essais d'acceptation, le sous-marin est entré en service, à condition qu’une longue liste de défauts soit éliminée aux frais de la partie allemande après l’arrivée en Russie.
Le bateau arrive à Libau en Lettonie en octobre 1907. Au cours de l’hiver 1906-1907, le sous-marin a été baptisé Karp (« Carpe » en français). Du 26 avril au 4 mai 1908, le sous-marin fut livré par chemin de fer à Sébastopol, où il fit partie de la division sous-marine de la flotte de la mer Noire et fut utilisé pour les besoins du détachement d’entraînement sous-marin.
Jusqu’en 1917, le bateau a servi dans la flotte de la mer Noire. Il a participé à la Première Guerre mondiale, patrouillant sur les côtes de la Crimée.
En 1918, il a été capturé par les Allemands, puis par les Britanniques. Le 26 avril 1919, il a été coulé près de Sébastopol. Il a été retrouvé en 1925. Le 26 mars 1926, il est renfloué par l’expédition EPRON et envoyé à Sébastopol pour y être démoli.